# Vârful La Om, Munții Piatra Craiului
Vârful La Om este vârful muntos cel mai înalt din Munții Piatra Craiului, cunoscut și sub denumirea de Piscul Baciului, cu înălțimea de 2.238 m. 
Căi de acces sunt fie de la Cabana Plaiul Foii, prin Zăplaz și Șaua Grindu, sau de la Cabana Curmătura prin Refugiul Grindu și Șaua Grindu, sau urcând pe creastă pe la Vârful Ascuțit, ori Vârful Turnuri, apoi urmând traseul de creastă, circa 3 ore.